# Punta Falsa
Punta Falsa es el nombre que recibe el cabo más austral de la Isla Grande de Tierra del Fuego. Se ubica en el departamento Ushuaia, en la provincia de Tierra del Fuego, Antártida e Islas del Atlántico Sur, de la Argentina, en las costas del canal Beagle, muy próximo a su desembocadura en el Atlántico, en las coordenadas: 55°03′S 66°27′O / -55.050, -66.450. 

## Historia
La punta se halla en el área que era recorrida y habitada por los canoeros yámanas, sus primitivos habitantes. Para el mundo occidental fue descubierta por la expedición británica del HMS Beagle en 1830 al mando de Robert Fitz Roy.

## Acceso
La ruta provincial «J» llega hasta Estancia Harberton, y continúa como huella hasta el destacamento Moat; desde allí se accede solamente por vía marítima o caminando.

## Geografía
La costa es acantilada, con bahías de playas angostas. A 4,3 km hacia el oeste de esta punta se encuentra el Cabo San Pío con su Faro Cabo San Pío, instalado el 22 de marzo de 1919. 
A 13,4 km hacia el sur de la punta Falsa se sitúa la isla Nueva, la cual pertenece administrativamente a la comuna de Cabo de Hornos, Provincia Antártica Chilena, XII Región de Magallanes y de la Antártica Chilena, en Chile.

## Punto más austral de la isla Grande de Tierra del Fuego
La autoridad cartográfica argentina, el Instituto Geográfico Nacional, define como el punto más al sur de la Isla Grande de Tierra del Fuego al cabo San Pío; sin embargo, tanto exploradores aficionados, como la página web de la Subsecretaría de Catastro de Tierra del Fuego, sostienen que dicha condición debe en realidad recaer sobre la Punta Falsa, según estas fuentes, a unos cientos de metros más hacia el sur que aquel, en las coordenadas de 55°03′34″S 66°26′29″O / -55.05944, -66.44139. Desde esta punta hasta el extremo norte del país, en Jujuy a 21º 46' S (confluencia de los ríos San Juan y Mojinete) hay unos 3 800 km.

## Flora y fauna
La fauna es predominantemente marina, con presencia de pingüinos, petreles, gaviotas, cormoranes, lobos marinos de uno y dos pelos, nutrias marinas, y toninas. El bosque comienza desde el nivel del mar y llega a los 450 m s. n. m.
En los lugares más reparados encontramos el Bosque magallánico, cuyas especies características son la lenga, el ñirre, y el coihue, junto con matorrales, y Tundra Magallánica en áreas de drenaje pobre.